# Закшевек (гміна Сомпольно)
Закшевек (пол. Zakrzewek) — село в Польщі, у гміні Сомпольно Конінського повіту Великопольського воєводства.
Населення — 166 осіб (2011).
У 1975-1998 роках село належало до Конінського воєводства.

## Демографія
Демографічна структура станом на 31 березня 2011 року:
|          | Загалом | Допрацездатний вік | Працездатний вік | Постпрацездатний вік |
| -------- | ------- | ------------------ | ---------------- | -------------------- |
| Чоловіки | 90      | 20                 | 62               | 8                    |
| Жінки    | 76      | 13                 | 41               | 22                   |
| Разом    | 166     | 33                 | 103              | 30                   |